# Savacou huppé
Cochlearius cochlearius
Ne doit pas être confondu avec Cochlearia ou Cochlearium.
Pour les articles homonymes, voir Huppe (homonymie).
Genre
Espèce
Répartition géographique
Statut de conservation UICN

 LC  : Préoccupation mineure
Le bec-en-cuiller ou Savacou huppé (Cochlearius cochlearius) est une espèce d'oiseau de la famille des Ardeidae, autrefois classé dans une famille particulière, les Cochlearidae.

## Description

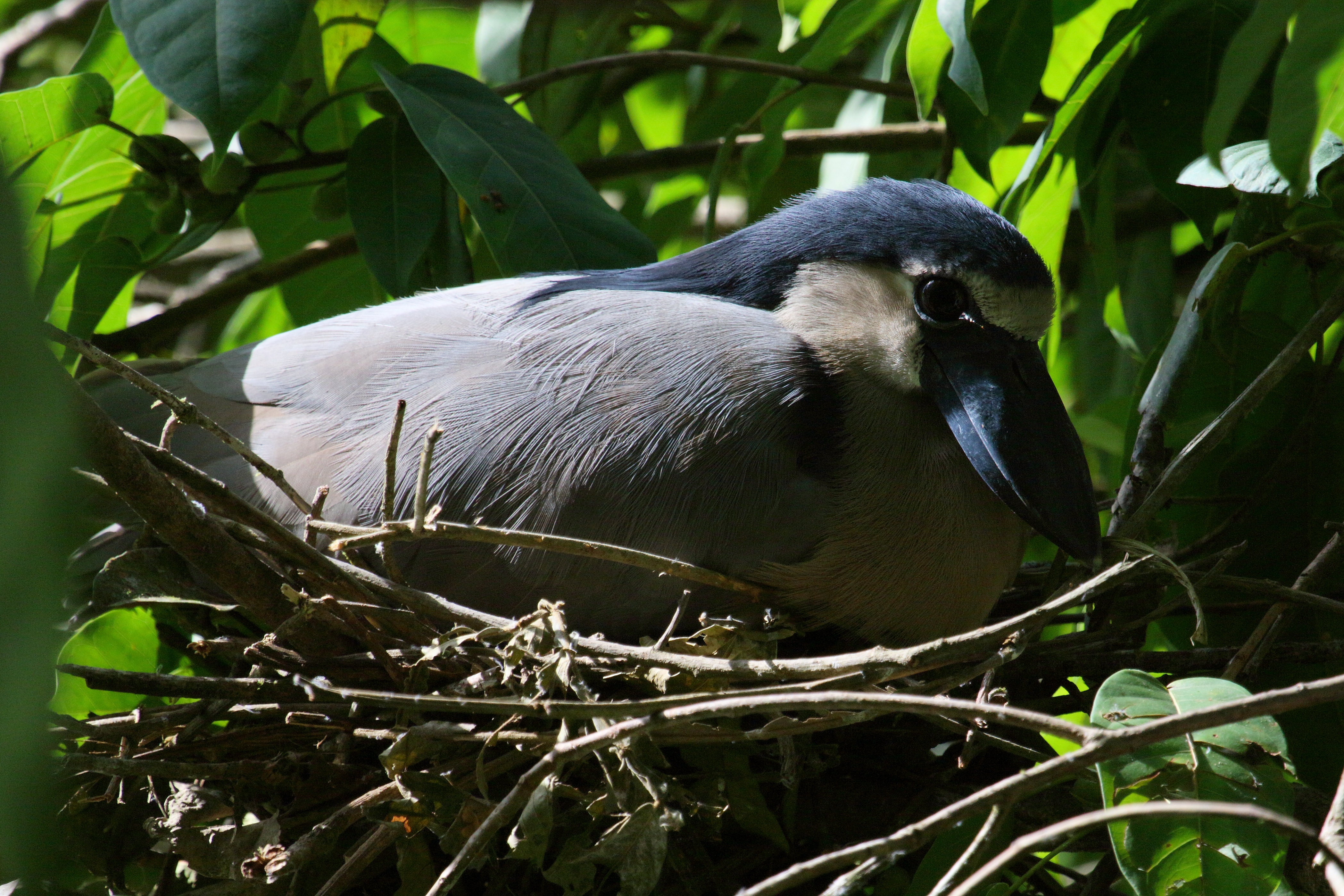
sanctuaire faunique du bassin Cockscomb, Bélize

Cet oiseau mesure environ 51 cm de longueur. Il porte de grands yeux adaptés à la vie nocturne. L'adulte présente un plumage grisâtre et une longue huppe. Il diffère du Bihoreau gris notamment par le bec élargi à la base. 

## Répartition
Son aire s'étend des côtes sud du Mexique à la moitié nord de l'Amérique du Sud.

## Habitat
Cet oiseau fréquente les marais et les mangroves.

## Sous-espèces
Selon la classification de référence (version 14.1, 2024) de l'Union internationale des ornithologues, le Savacou huppé se répartit en 5 sous-espèces (ordre philogénique) :
- Cochlearius cochlearius zeledoni (Ridgway, 1885) — ouest du Mexique ;
- Cochlearius cochlearius phillipsi Dickerman, 1973 — de l'est du Mexique au Bélize ;
- Cochlearius cochlearius ridgwayi Dickerman, 1973 — du sud du Mexique au Honduras ;
- Cochlearius cochlearius panamensis Griscom, 1926 — Costa Rica et Panama ;
- Cochlearius cochlearius cochlearius (Linné, 1766) — centre/nord de l'Amérique du Sud .